# Calldetenes
Calldetenes – gmina w Hiszpanii, w prowincji Barcelona, w Katalonii, o powierzchni 5,51 km². W 2011 roku gmina liczyła 2441 mieszkańców. Znajduje się tutaj nagrodzona gwiazdką Michelin restauracja Can Jubany.